# Podbrezová
Podbrezová je obec na Slovensku v okrese Brezno. V obci žije přibližně 3 500 obyvatel.
V obci se nachází římskokatolický kostel sv. Štefana z roku 1892.
Obec Podbrezová je roztažená v úzkém údolí podél hlavní pohronské silnice. V současnosti se skládá ze šesti místních částí (symbolicky vyznačených hvězdami ve znaku obce), původně starších osad.
Jedná se o osady: Vajsková, Skalica, Štiavnička, Chvatimech, Brezová a stará obec Lopej. Všechny tyto osady jsou spjaty s hornictvím, hutnictvím a se zpracováním železa. Osada Podbrezová se vyvíjela od roku 1840 jako průmyslové sídlo pod vrchem Brezová okolo nové pudlovny a válcovny ve zdejším nejmodernějším strojírenském podniku – Hronském železářském komplexu.
V předválečném období byla v Podbrezové postavena podle návrhu slavného architekta Bohuslava Fuchse základní škola.
V obci působí fotbalový klub FK Železiarne Podbrezová který hraje slovenskou nejvyšší fotbalovou ligu. 